# 姆布爾省

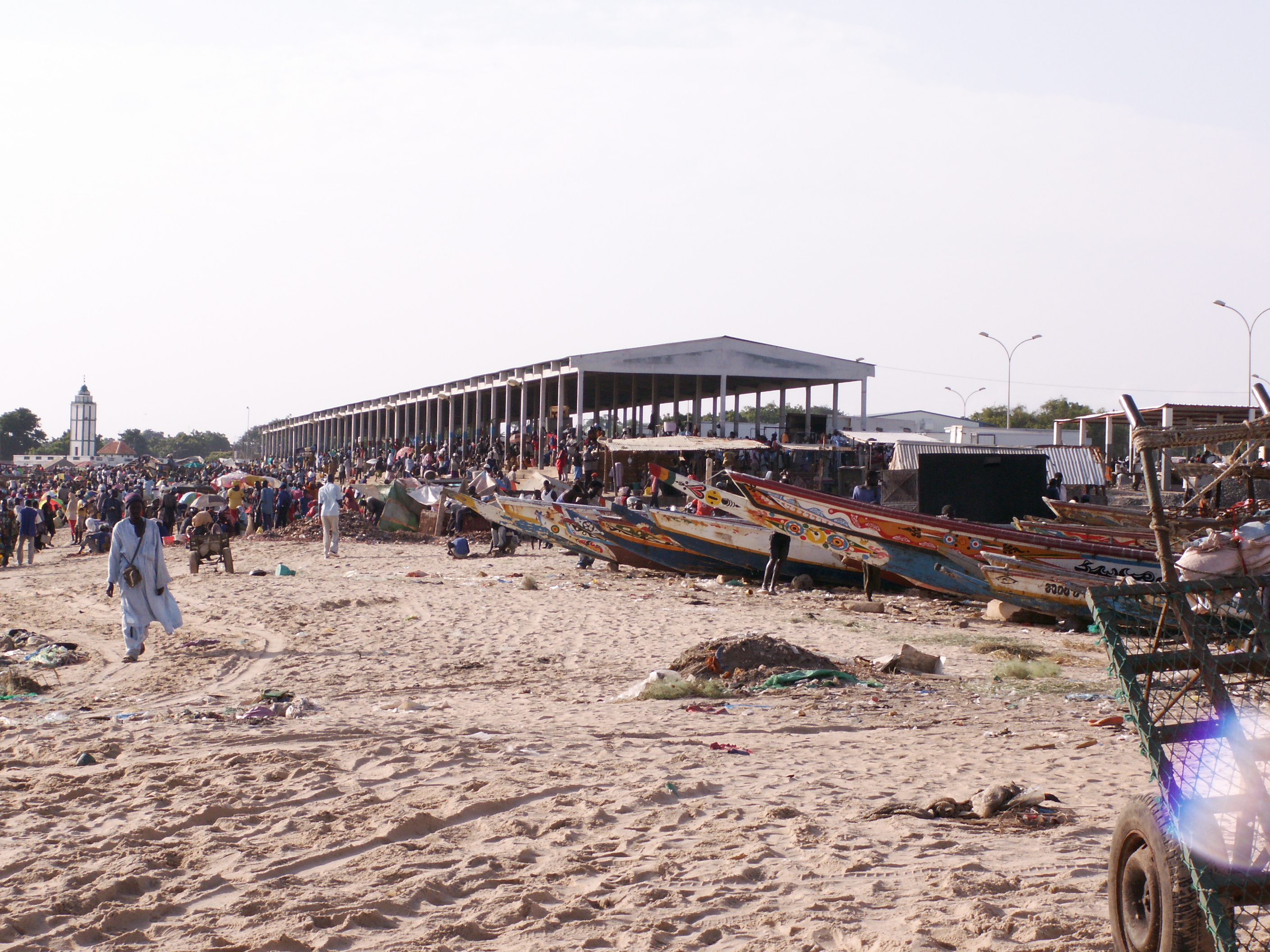

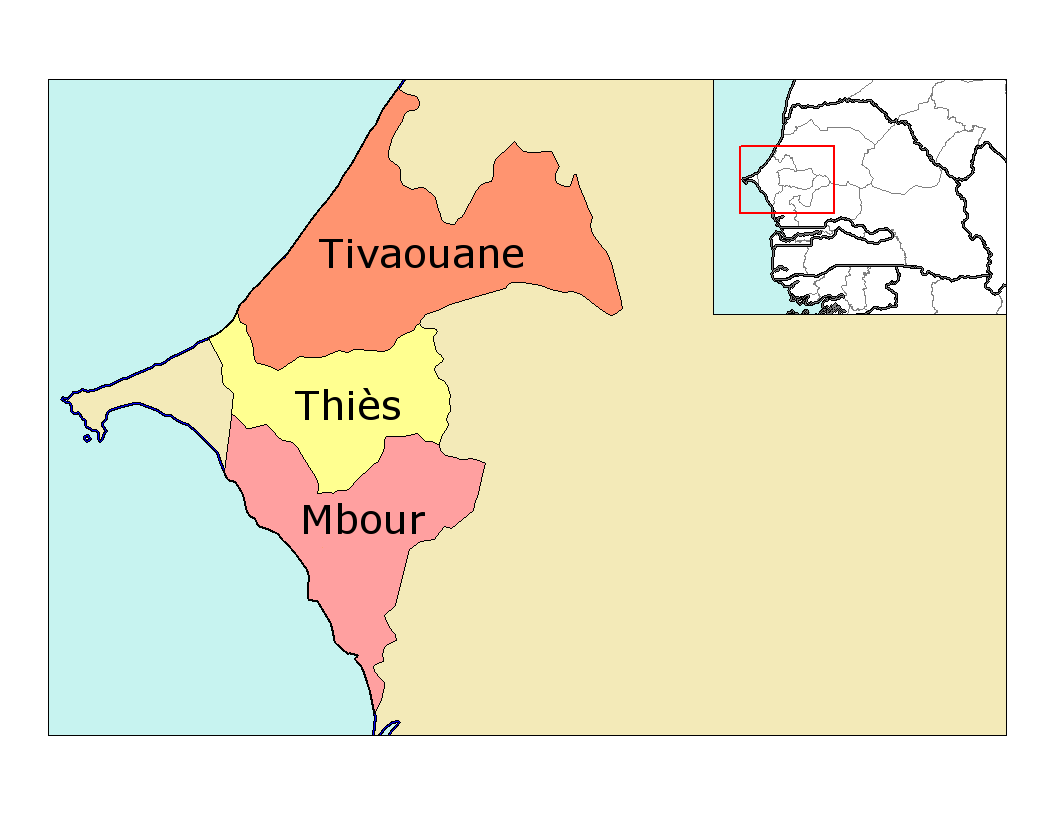

14°27′09″N 17°08′15″W / 14.45250°N 17.13750°W
姆布爾省（法語：Département de M'bour），是塞內加爾的省份，位於該國西部，由捷斯區負責管轄，首府設於姆布爾，北面是捷斯省，面積1,607平方公里，2013年人口668,878，人口密度每平方公里420人。